# Hallandale Beach
Hallandale Beach – miasto w Stanach Zjednoczonych, w stanie Floryda, w hrabstwie Broward.